# Perrette de La Rivière
Perrette de La Rivière (Fin XIVe siècle - entre 1463 et 1475) est première dame d’honneur d'Isabeau de Bavière. En 1446 elle hérite de son frère Charles les seigneuries d'Auneau et de Franconville. Épouse de Guy VI de La Roche-Guyon tué le 25 octobre 1415 lors de la bataille d'Azincourt), elle est la mère de Guy VII de La Roche-Guyon. Perrette est renommée pour sa résistance aux Anglais et sa fidélité à Charles VII.

## Origines
Fille de Bureau de La Rivière mort le 16 août 1400, qui fut grand chambellan et marmouset de Charles V le Sage et de Charles VI le Bien-Aimé, Perrette de La Rivière épouse Guy VI de La Roche-Guyon avant 1408. Celui-ci est tué à la bataille d'Azincourt, laissant Perrette veuve au château de la Roche-Guyon avec trois enfants en bas âge, dont Guy VII de La Roche-Guyon.

## Siège de La Roche-Guyon en 1419

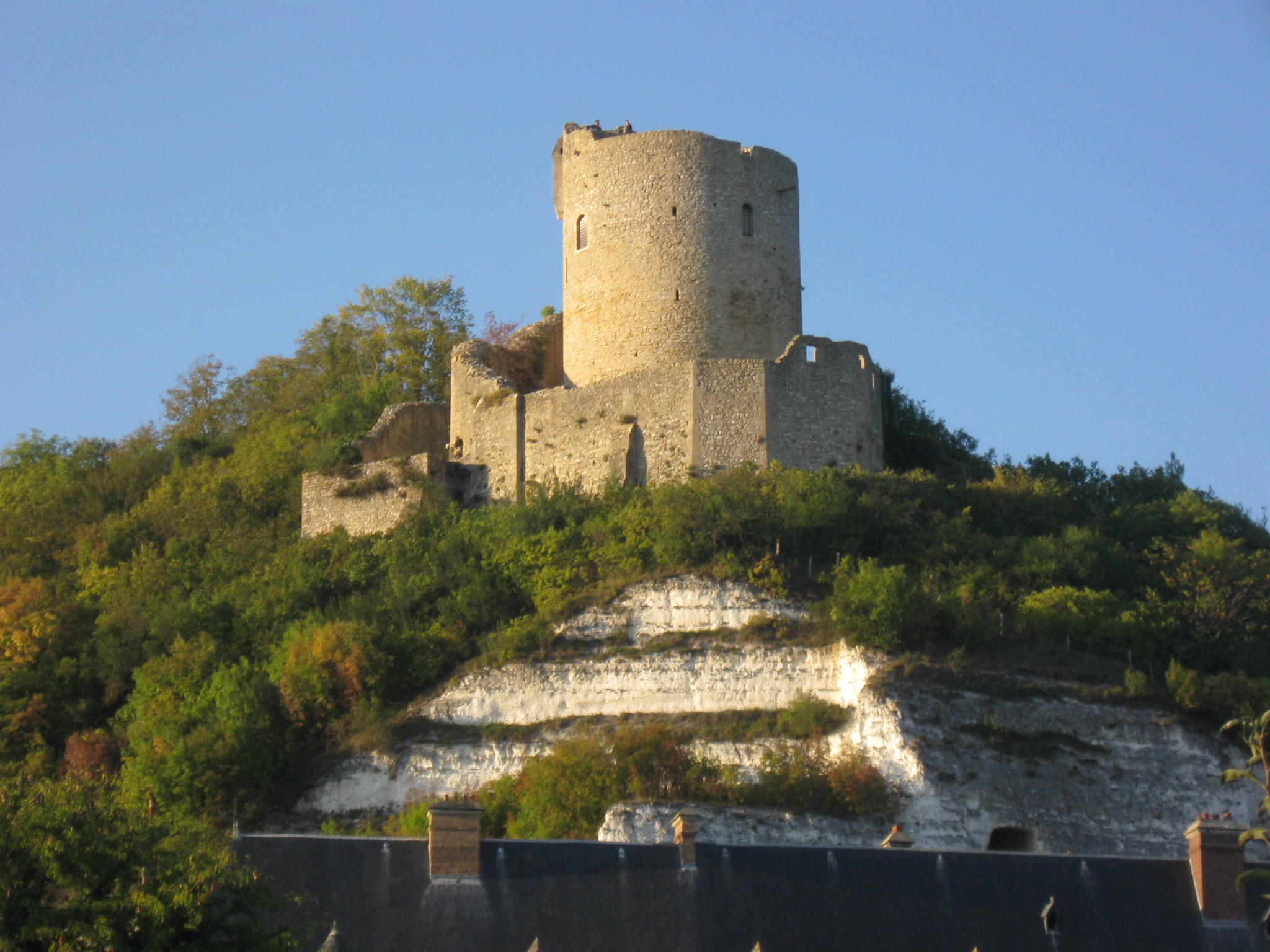
Donjon du château de La Roche-Guyon

Le château de La Roche-Guyon est situé dans une position stratégique sur la Seine à la limite entre l'Île-de-France et la Normandie entre Mantes et Vernon. En 1419, le château est assiégé par le comte de Warwick, assisté de Guy Le Bouteillier, capitaine de Rouen qui a trahi la France et a a fait hommage à Henri V d'Angleterre. Guy Le Bouteillier contribue fortement à la chute de la forteresse en proposant de la saper en passant par les boves proches des murailles pour les miner. En récompense, il devient châtelain et Gouverneur de La Roche-Guyon (don confirmé le 20 mars 1420) par la volonté d'Henri V. Ce dernier, qui réside alors à Mantes, propose à Perrette de La Rivière, de lui accorder sa protection royale à condition de lui prêter serment de fidélité et d'épouser Guy Le Bouteillier, déshéritant ainsi ses enfants issus du mariage précédent, elle refuse et rejoint Charles VII à Bourges, dénuée de tous ses biens.

## A la cour, fidèle de Charles VII
Pour la récompenser de sa fidélité, Charles VII lui donna la fonction curiale de dame d'Honneur de la Reine Marie d'Anjou.
En 1436, elle accueille au nom de la Reine Marie, Marguerite d'Écosse, débarquée à La Rochelle et elle l'accompagne jusqu'à Tours où cette princesse épousa le Dauphin Louis le 24 juin 1436.
Pour compenser la perte de ses terres, le Roi lui offrit en usufruit la terre de Saint-Maixent avant 1432. Cependant, le roi a dû consentir à de multiples aliénations de son domaine de ce genre, ce qui a provoqué l'opposition du Parlement de Paris, et l'annulation de toutes ces mesures. En conséquence, le Roi la lui échangea quelque temps plus tard contre la garde de Corbeil et une pension de 1500 livres,, Perrette de La Rivière est alors une des rares femmes nommée capitaine.
Pendant la période où elle tint la seigneurie de Saint-Maixent, Perrette de La Rivière dû faire face à la Praguerie, une révolte nobiliaire contre Charles VII. Saint-Maixent fut en effet attaqué le 3 avril 1440 par le duc Jean II d'Alençon instigateur de la révolte, et Jean de La Roche. Le château de la ville est livré aux assaillant par la trahison de Jacquet, serviteur mécontent du fils de Perrette, tandis que le capitaine de la ville, Guyot Le Tirant fit preuve d'une grande impéritie. Cependant, les bourgeois de la ville et les moines de l'abbaye résistèrent aux assaillants, permettant aux renforts envoyés par le roi -averti de l'attaque alors qu'il sortait de la messe à Poitiers- de venir au secours de Saint-Maixent. À l'arrivée des troupes royales commandées par Prégent de Coëtivy et Jean de Brézé, les assaillants, qui pillaient la ville, se replièrent sur Niort, une centaine d'entre eux se réfugiant dans le château furent assiégés une dizaine de jours par les troupes royales avant de se rendre.
Le 19 mai 1440, Perrette de La Rivière accompagne la princesse Catherine de France, dont elle est la gouvernante, à Reims, où elle épouse le Comte de Charolais Charles, fils aîné de Philippe le Bon Duc de Bourgogne,.
Elle est une des marraines de Charles de France, né à Tours le 28 décembre 1446, qu'elle tient sur les fonts baptismaux, ce qui témoigne de sa faveur auprès du roi et de la reine.
Perrette de La Rivière conserva le poste de première dame d'honneur de la reine Marie d'Anjou jusqu'à la mort de cette dernière le 29 novembre 1463.

## Reprise de La Roche-Guyon

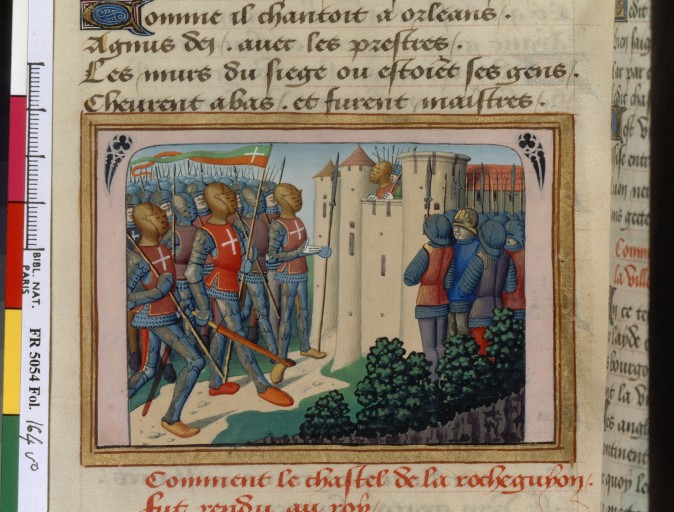
Siège de La Roche-Guyon (1449), Miniature issue du manuscrit de Martial d'Auvergne, Les Vigiles de Charles VII, vers 1484, BNF.

Le 3 septembre 1449, le château de La Roche-Guyon fut repris aux anglais par les troupes de Charles VII,. Le roi rendit alors le château à son seigneur légitime, Guy VII de La Roche-Guyon, fils de Perrette de La Rivière jusqu'à sa disparition en 1460. A la mort de Perrette de La Rivière, c'est sa petite-fille Marie de La Roche-Guyon qui hérite de tous ses biens et possessions.

### Sources
- Mémoires de Pierre de Fénin, comprenant le récit des événements qui se sont passés en France et en Bourgogne sous les règnes de Charles VI et Charles VII. (1407-1427), Nouvelle édition, publiée d’après un manuscrit, en partie inédit, de la Bibliothèque royale, avec annotations et éclaircissements, par Mlle Dupont, 1837
- Chronique d'Enguerrand de Monstrelet, publiée pour la Société de l'histoire de France par L. Douët-d'Arcq, en deux livres, avec pièces justificatives 1400-1444. Paris, Renouard, 1857-1862, 6 tomes
- Chronique du Religieux de Saint-Denys, contenant le règne de Charles VI, de 1380 à 1422, publiée en latin pour la première fois et traduite par M. Louis-François Bellaguet, précédée d'une introduction de M. de Barante, Collection des documents inédits sur l'histoire de France, Paris, chez Crapelet, 1839-1852, 6 vol.
- Jacques (ou Jean) Bruyant, Le Livre du Chastel de Labour, ou La voie de l’Adresse de Povreté et de Richesse, manuscrit en parchemin, The Free Library of Philadelphia, Rare Books Department, ms. Widener 1., Publication en fac-similé : König-Bartz 2005
- Jean Chartier, Chronique de Charles VII, roi de France : nouvelle édition, revue sur les manuscrits, suivie de divers fragments inédits, publiée avec notes, notices et éclaircissements par Vallet de Viriville
- Gilles Le Bouvier (dit le héraut Berry), Les Chroniques du roi Charles VII / publiées, pour la Société de l'histoire de France, par Henri Courteault et Léonce Celier, avec la collaboration de Marie-Henriette Jullien de Pommerol, Paris, C. Klincksieck, 1979, XLIV-541 p. (ISBN 2-252-02014-8)